# Coleção Celenia Pires Ferreira

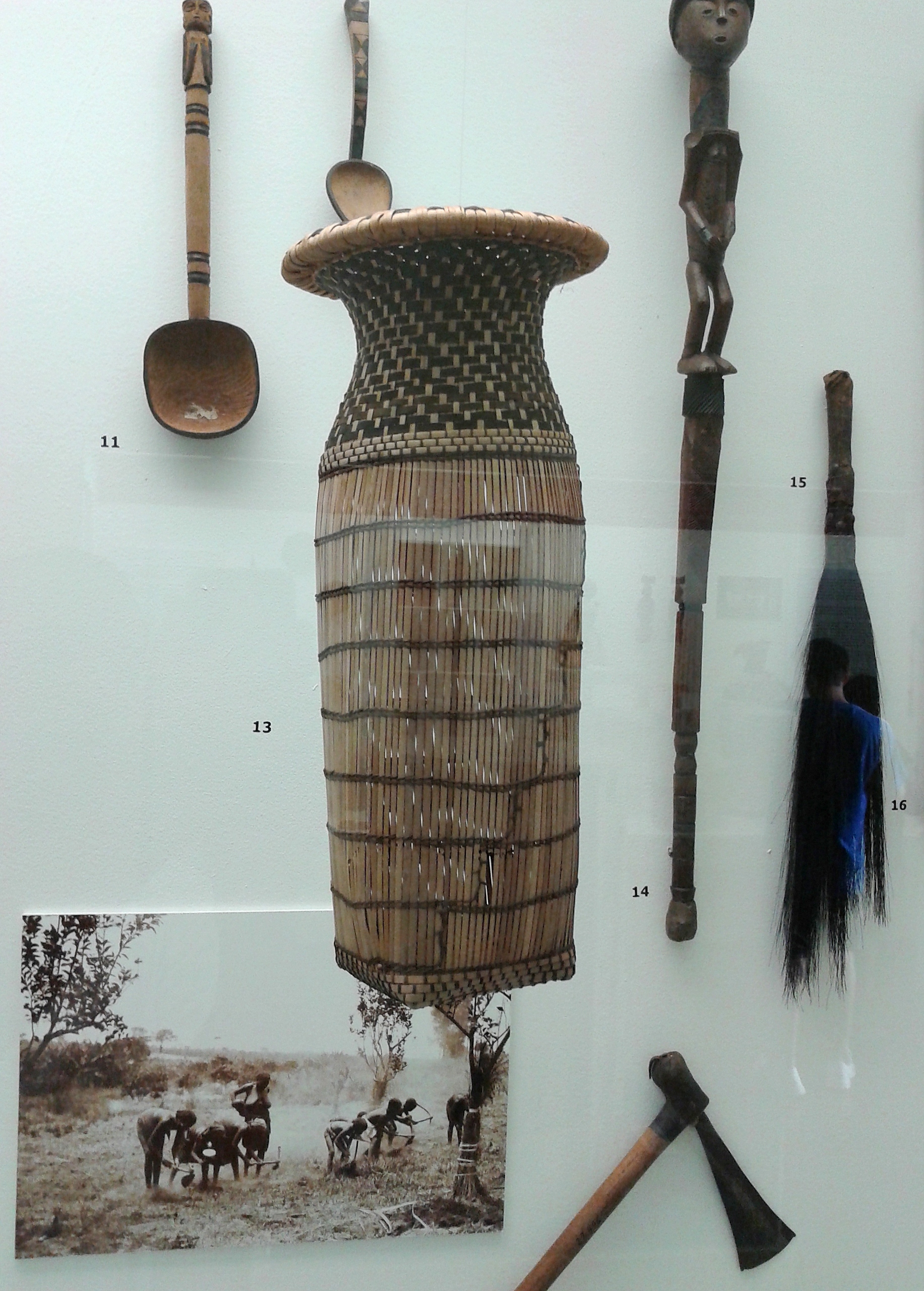
Vista geral de itens da Coleção Celenia Pires Ferreira. Fotografia de 2015.

A Coleção Celenia Pires Ferreira, também chamada Coleção Ovimbundu, é uma das coleções em exposição no Museu Nacional, no Rio de Janeiro. O acervo é constituído de 44 objetos que Celenia Pires Ferreira coletou enquanto missionária em Angola (Humpata, Camundongo e Muassamba), entre 1929 e 1934. A coleção, principalmente Ovimbundu, foi doada ao museu em 1936.
Há na coleção, em parte exposta na Sala Kumbukumbu, itens cotidianos e enfeites. Isso inclui: pentes, talheres, brinquedos e cestos. Também foram doados pela missionária três livros: uma Bíblia em formato reduzido, escrita em português e umbundu, de 1923; Higiene Tropical, de 1926; e as narrativas de Viovusenge, em umbundu, de 1916 (1916).
Foi dito sobre esse acervo:
| “ | Essa coleção exemplifica como, nas primeiras décadas do século XX, a atuação de missionários contribuiu para a construção da identidade Ovimbundu. A coleção constituída por Celenia Pires, predominantemente Ovimbundu, pode ser entendida a partir do acompanhamento da construção dessa identidade no contexto colonial, o que permite refletir sobre as pessoas e suas relações com os objetos do ponto de vista organizacional e não de uma unidade cultural atemporal. | ” |

Esta coleção foi destruída no incêndio de 2018 no Museu Nacional.

## Galeria

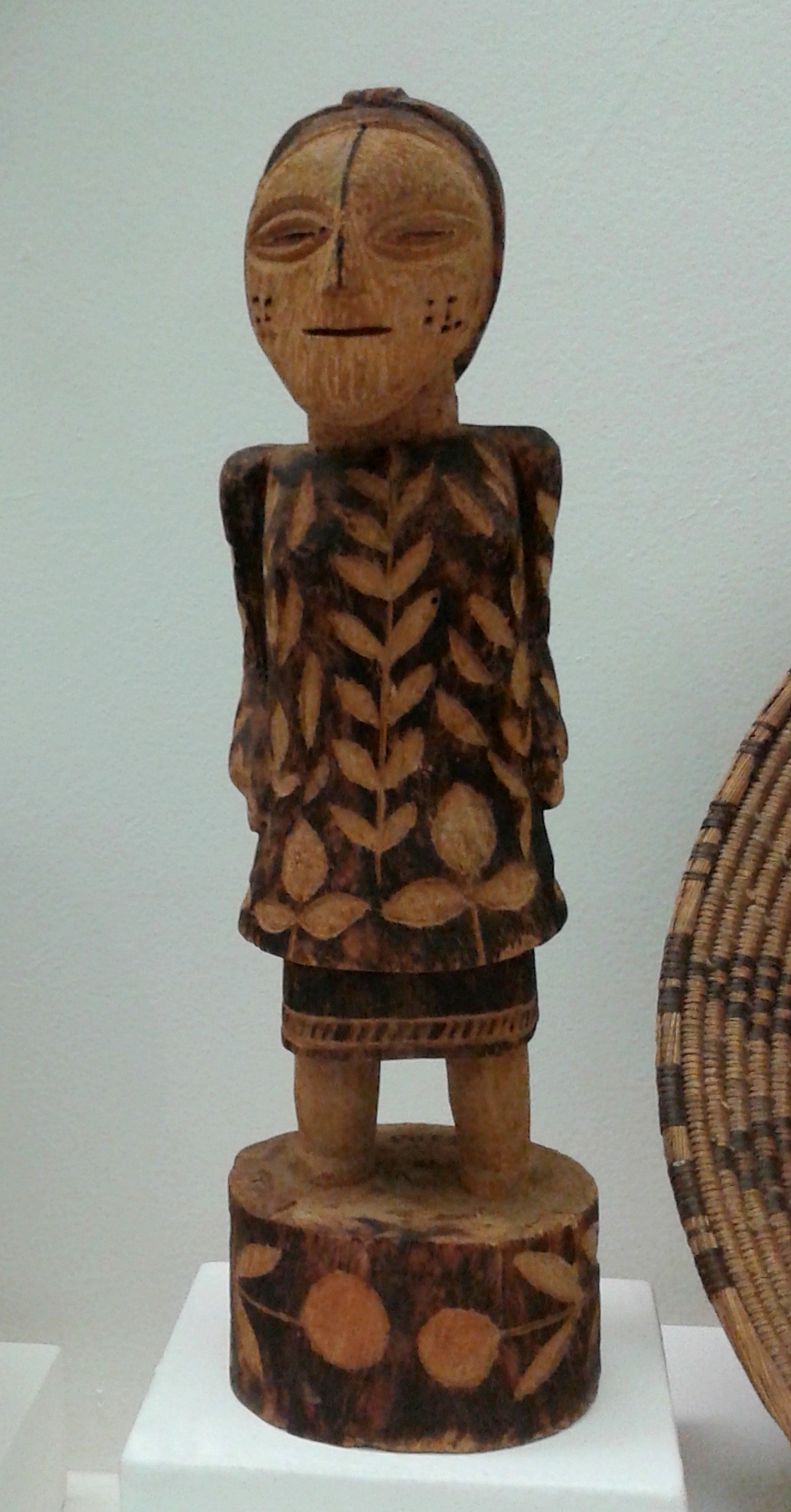
Boneca de uso ritual.
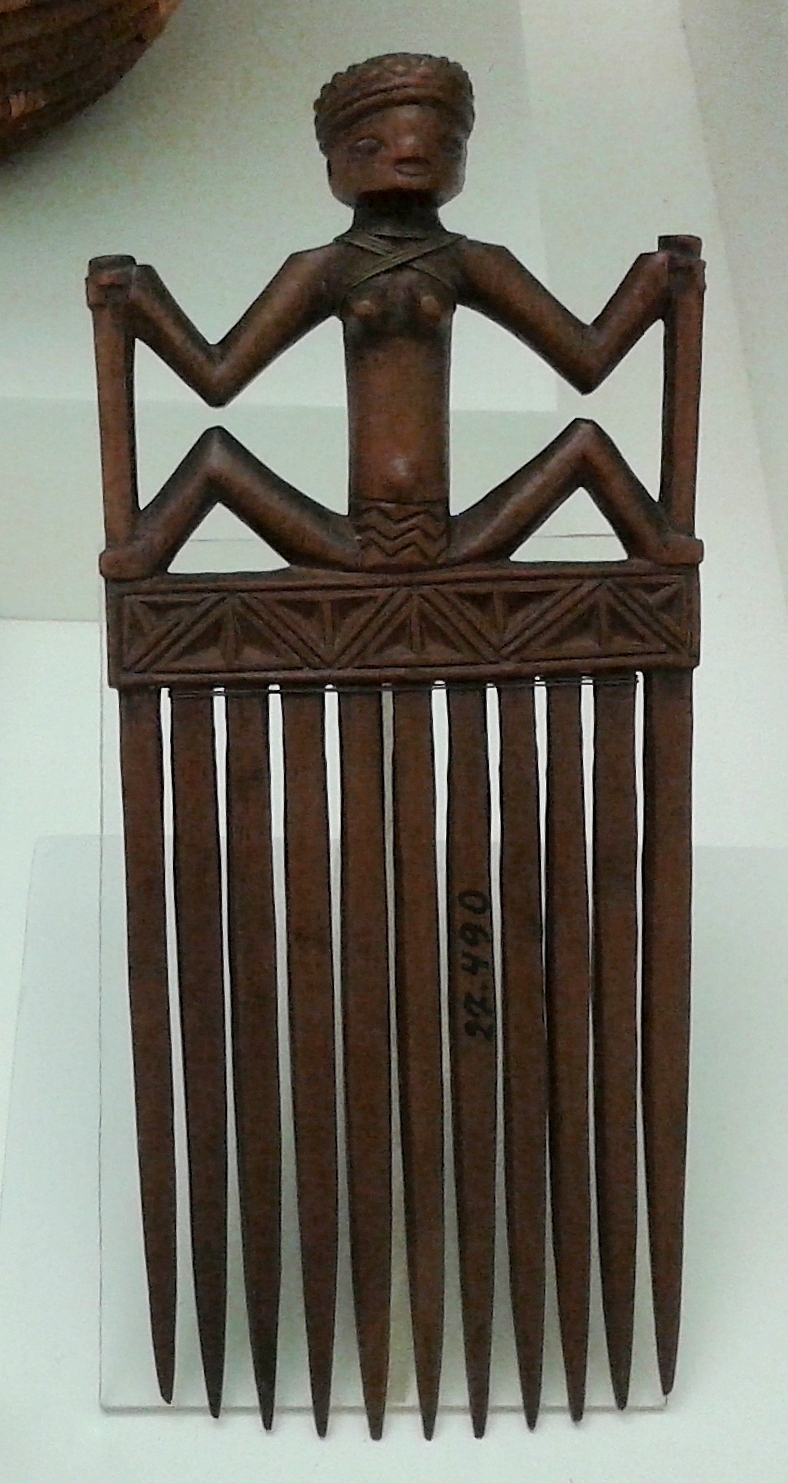
Pente Tchokwe.